# Sara Botsford
Sara Botsford (Dobie, Ontario, 4 de agosto de 1951) es una actriz y directora canadiense. 

## Biografía
Hizo su debut en pantalla en 1977 como Maggie en el cortometraje The Fighting Men. Consiguió fama por su interpretación del personaje Ann Hildebrandt en la serie de televisión E. N. G., donde consiguió un Premio Gemini. También participó en la película Anne of Green Gables en 2016 actuando junto al veterano actor de cine Martin Sheen. En el presente continúa actuando como actriz.
Tiene tres hijos llamados Jonathan, Gideon y Quinn de dos maridos de los que se divorció.

## Filmografía (Selección)

### Películas
| Año  | Película                 | Papel            | Notas                  |
| ---- | ------------------------ | ---------------- | ---------------------- |
| 1982 | Still of the Night       | Gail Phillips    |                        |
| 1986 | Peligrosamente juntos    | Barbara          |                        |
| 1989 | The Gunrunner            | Maude            |                        |
| 2005 | The Fog                  | Kathy Williams   |                        |
| 2016 | Anne of the Green Gables | Marilla Cuthbert | Película de televisión |

### Series
| Año       | Serie        | Papel            | Notas        |
| --------- | ------------ | ---------------- | ------------ |
| 1989–1994 | E. N. G.     | Anne Hildebrandt | 96 episodios |
| 2016–2018 | Ride         | Lady Covington   | 20 episodios |
| 2018–2022 | Holly Hobbie | Katherine        | 50 episodios |